# Károly Szendy
Dans le nom hongrois Szendy Károly, le nom de famille précède le prénom, mais cet article utilise l’ordre habituel en français Károly Szendy, où le prénom précède le nom.
Károly Szendy, né en 1885 et mort en 1953 à Budapest, est un homme politique hongrois, bourgmestre de Budapest entre 1934 et 1944.